# Crimpatura

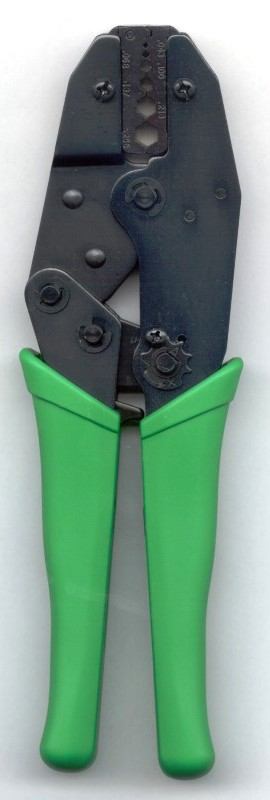
Crimpatrice per connettori coassiali

La crimpatura è un'operazione consistente nel connettere fisicamente ed elettricamente, mediante l'utilizzo di un attrezzo chiamato crimpatrice, un cavo elettrico a un'opportuna terminazione o connettore.  

## Descrizione

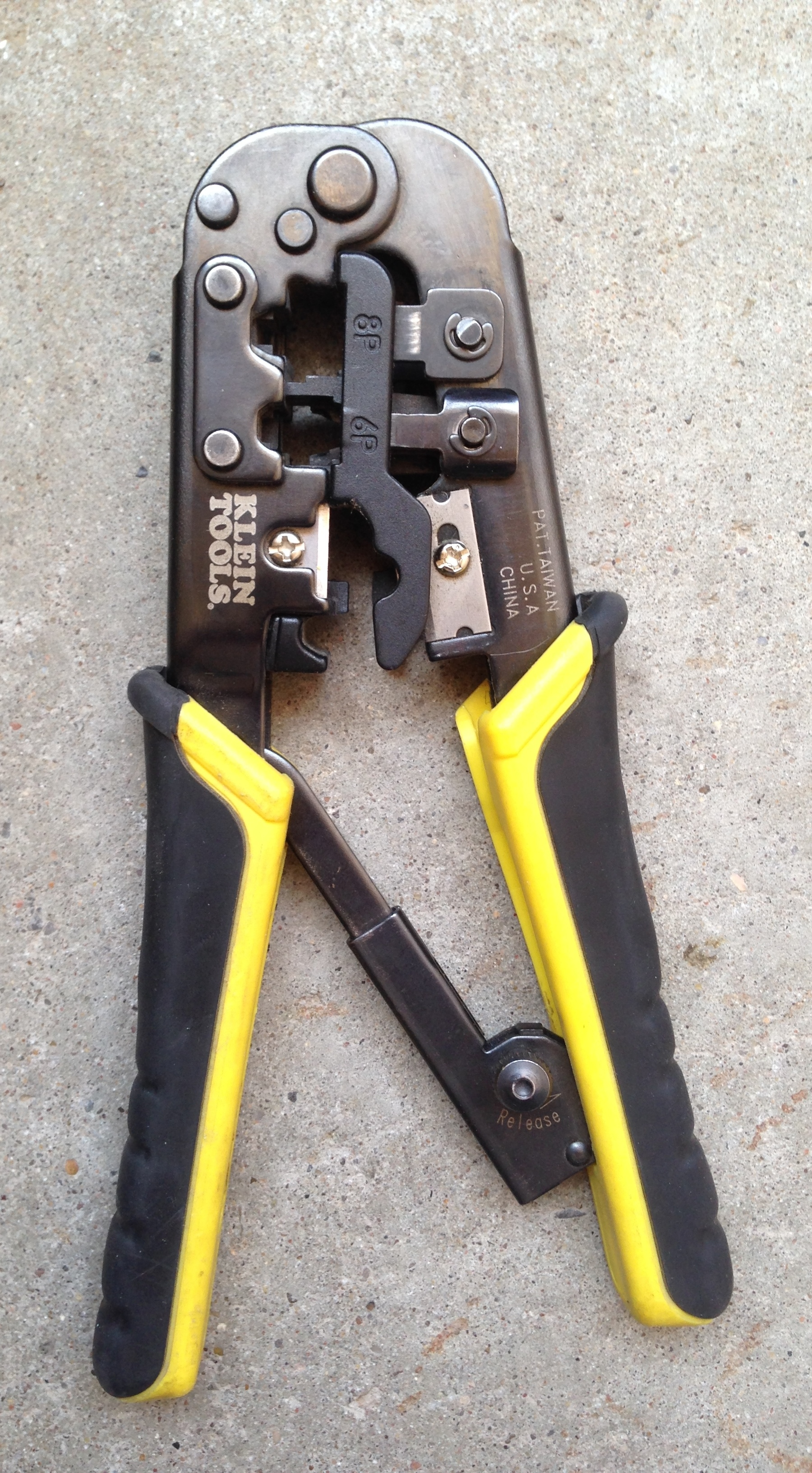
Crimpatrice per connettori RJ-45 e RJ-11

La crimpatura avviene per schiacciamento meccanico cosicché il cavo rimane bloccato sul connettore a causa della pressione esercitata. Ciò generalmente garantisce un buon contatto elettrico, quasi equivalente alla saldatura. Nei casi in cui occorra avere la massima affidabilità nel tempo in condizioni di temperatura e di umidità estreme, come avviene nei circuiti tropicalizzati, alla crimpatura si fa seguire la saldatura con lega di stagno. L'operazione di crimpatura è irreversibile, nel senso che, una volta applicato il connettore alla parte terminale del cavo, risulta impossibile sfilarlo senza danneggiare cavo e connettore.
L'attrezzo può essere di grosse dimensioni, ad azionamento elettrico per grandi produzioni di serie, oppure, nel caso di lavori saltuari o piccole produzioni, di forma simile a una pinza da usare manualmente.

## Uso
Esiste anche la crimpatura di fibra ottica, operazione che consiste nella preparazione della parte terminale della fibra ottica stessa e nel suo collegamento con un opportuno connettore. Oltre che nel campo elettrico, la crimpatura viene adottata anche nella tecnologia idraulica, ad esempio sulle tubazioni di impianti di climatizzazione e/o aria condizionata installati su veicoli all'interno delle quali circola il fluido refrigerante.
Viene utilizzato di frequente per realizzare cavi per reti LAN con connettore RJ-45. Tale procedimento può essere realizzato manualmente con una crimpatrice o automaticamente da macchine industriali. Il termine si applica anche nell'operazione di assemblaggio di un proiettile al suo bossolo. Una volta eseguita questa operazione si fa seguire quella di crimpaggio o crimpatura del colletto onde impedire al proiettile di uscire dalla sua sede.